# Morāwāli
Morāwāli är en ort i Indien.   Den ligger i distriktet Hoshiarpur och delstaten Punjab, i den norra delen av landet, 300 km norr om huvudstaden New Delhi. Morāwāli ligger 253 meter över havet och antalet invånare är 3 097.
Terrängen runt Morāwāli är platt. Runt Morāwāli är det tätbefolkat, med 511 invånare per kvadratkilometer. Närmaste större samhälle är Banga, 8,1 km sydväst om Morāwāli. Trakten runt Morāwāli består till största delen av jordbruksmark.